# 全日本珠算技能競技大会
全日本珠算技能競技大会（ぜんにほんしゅざんぎのうきょうぎたいかい）は、全国珠算学校連盟が主催する珠算の競技会である。

## 概要
- 毎年7月下旬に開催される。
- 第1部（小学生以下の部）と第2部（中学生以上の部）に分かれて行われる。
- 個人総合競技、団体総合競技（個人総合競技の点数を使用。都道府県対抗）、読上算競技、読上暗算競技、フラッシュ暗算競技が行われる。